# آسکلاددن
آسکلاددن (نروژی: Askeladden) یک شخصیت ایدئال در داستان‌های عامیانه نروژ است. هر گاه شخصی که هیچ‌کس انتظار موفقیتش را ندارد، موفق می‌شود، او را به آسکلاددن تشبیه می‌کنند. نام کامل این شخصیت عامیانه، اِسپن آسکلاددن است. او از ۳ برادر، کوچکترین است. پدر خانواده پیر و فقیر است و به غیر از ۳ فرزند خود، هیچ خویشاوندی ندارد. آسکلاددن، رویاباف و ساده لوح می‌نماید. برادرانش همیشه او را سرزنش می‌کنند. اما وقتی زمان مناسب فرا می‌رسد، آسکلاددن به شکل مرموزی، از امتحان پیروز برمی آید. به ثروت دست یافته یا با دختر پادشاه ازدواج می‌کند.

## نام، معروفیت و ریشه آن
نام آسکلاددن، که بیشتر در شرق نروژ، رایج است، از طریق افسانه‌هایی که  آسبیورنسن و موه، از روستاهای نروژ گردآوری کردند و اولین بخش آن در سال ۱۸۴۱م، انتشار یافت، به شهرت رسید. این نام در گویش عامیانه نروژیها به گونه ای تلفظ می‌شود که لنگه جوراب یا پسر بچه را تداعی می‌کند. گونه ای دیگر از این تلفظ، معنی خاکسترزاده یا فرزند خاکستر را تداعی می‌کند و از این دیدگاه سیندرلا در روایت سوئدی آن را به یاد می‌آورد. در نروژ و سوئد، سیندرلا با نام «آسکه پوت» شناخته می‌شود که برگرفته از واژه خاکستر(ash) در زبان انگلیسی است. در جنوب نروژ، و گاه در دیگر مناطق، این شخصیت داستانی به صورت نام کامل «اِسپن آسکلاددن» شناخته می‌شود که در واقع از افسانه‌های دانمارکی وام گرفته شده‌است.